# Turistická značená trasa 6078
 Turistická značená trasa 6078 je žlutě vyznačená 11,5 kilometru dlouhá pěší trasa Klubu českých turistů vedená z Dolních Břežan přes Prahu-Točnou, Zbraslav a hradiště Závist do Károvského údolí.

## Popis trasy
Trasa vychází z břežanského náměstí od zastávky PID západním směrem přes Mlynářský park kolem rybníků, dále polemi do Točné. Odtud pokračuje od zastávky MHD stále na západ společně s NS Keltská stezka. Vede zalesněným územím Přírodní rezervace Šance kolem severní části hradiště Závist. Sestoupá do osady Závist a dojde ke zbraslavskému nádraží. Odtud vede jihovýchodně, vystoupá zalesněnou strání na vrchol Hradiště, projde kolem oppida Závist spolu s Naučnou stezkou Oppidum Závist a na rozcestí na kraji lesa se stočí na jihozápad. Vede podél lesa a pole a poté sestoupá do Károvského údolí k potoku. Podél něj dojde k podjezdu železniční trati 210 v místech osady Jarov, kde končí.
| Km   | Místo               | Navazující a křižující trasy | Nadm. výška |
| ---- | ------------------- | ---------------------------- | ----------- |
| 0    | Dolní Břežany       | 3036                         | 332 m       |
| 3    | Točná               | 3129                         | 333 m       |
| 4    | Šance               |                              |             |
| 4,5  | Odbočka na vyhlídku |                              |             |
| 7    | Zbraslav (žst)      | 0001, 1013, 1035, 3036       | 197 m       |
| 7,5  | Minizoo             | 1035, 3036                   |             |
| 8    | Altán (vyhl.)       |                              | 338 m       |
| 9    | Hradiště            |                              |             |
| 9,5  | Hradiště (rozc.)    | 1035, 3036                   |             |
| 11,5 | Károvské údolí      | 0001                         | 197 m       |

## Zajímavá místa
- Zámek Dolní Břežany - renesanční zámek s kaplí sv. Máří Magdaleny
- Hradišťátko v Dolních Břežanech - raně středověké hradiště
- Dva duby v Točné - památné stromy
- Dub v polích mezi Točnou a Cholupicemi - památný strom
- Břežanské údolí
- Šance (přírodní rezervace)
- U Závisti - přírodní památka
- Arcibiskupský altán
- Břeková alej - jeřáb břek 7 stromů, chráněné památné stromy
- Oppidum Závist na vrcholu Hradiště (391 m)
- Károvské údolí

## Veřejná doprava
- Zastávka autobusů PID Dolní Břežany, náměstí
- Zastávka autobusů MHD a PID Točná
- Zastávka autobusů MHD Závist (v Komořanské ulici)
- Nádraží Praha-Zbraslav a zastávka autobusů MHD Nádraží Zbraslav
- Železniční zastávka Dolní Břežany-Jarov asi 700 m jižně od konce trasy v Károvském údolí